# Interama

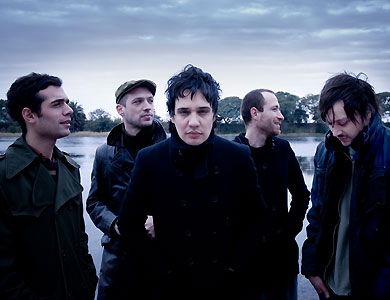
Interama en 2007.

Interama es un grupo de música de Buenos Aires, Argentina, formado por Sebastián Salvador (voz, guitarras, piano), Sebastián Pinardi (bajo, coros), Ayar Sava (guitarras eléctricas y sintetizadas), Luciano Mazer (guitarras, coros) y Franco Italiano (batería, percusión).
Formados en 1999, Interama cambió algunos miembros hasta encontrar un formación estable en 2001, y cambiar de baterista en 2007. Su estilo musical tiene influencias de rock y pop inglés y americano, así como argentino. Su carácter abunda en canciones ricas en melodías, ciclotimia, guitarras variadas en sonidos y contundencia rítmica, donde las voces juegan un papel preponderante.

## Discografía
A la fecha (2007) tienen 4 discos, 2 lanzados de manera independiente uno por el sello Ultrapop, y el cuarto sólo en línea por Bandcamp:
- El Jardín Que Florece Sin Cesar(2003, Nadar Solo Discos, sello fruto de la sociedad con Ezequiel Acuña, director de "Nadar Solo" y "Como un avión estrellado")
- Iniciando La Máquina De Ángeles (2005, Discos En El Aire)
- Resiste (2007, Ultrapop)
- Fin del círculo imperfecto (2011)

## En vivo
Interama ha sido convocada para diversos festivales, como el Personal Fest 2004 (junto a PJ Harvey, Mars Volta, Primal Scream, Pet Shop Boys entre otros), El Bue 2005 (junto a The Strokes y Kings of Leon), además de ser la banda telonera en la primera visita de los ingleses Placebo a la Argentina, el 4 de abril de 2005 en el estadio Luna Park, para el aniversario del primer año de la FM Kabul. Cierran el año visitando por primera vez Montevideo. Entre 2002 y 2007, Interama visitó también Mendoza, Córdoba, Rosario, Azul, y se presentó en muchos escenarios de la Ciudad de Buenos Aires y alrededores, como el CC San Martín, Niceto Club, CC Rojas, y otros lugares clave de diferentes características de la escena local porteña.
Durante 2006 se presentan nuevamente en el Festival Bue 2006, junto a Beastie Boys y Pattie Smith, así como 2 veces Uruguay, una de ellas Fiesta de la X, mega evento en Montevideo.
En 2007 visitan 3 veces más Montevideo, con su primer show en el bar BJ junto a los locales Mersey y Pepperback, en otra ocasión presentándose en la prestigiosa sala Zitarrosa en el ciclo de "Provincias Unidas" junto a los locales de Sinatras. En agosto telonean a Dolores O'Riordan en el Teatro Gran Rex, Buenos Aires.
Resiste, tercer disco de Interama, producido junto a Mariano Esaín, es editado en septiembre de 2007 por Ultrapop.
En octubre de 2008 Interama visita Santiago del Estero. El 11 de noviembre abre el show de Maroon 5 en el Luna Park, y el 28 toca nuevamente en Montevideo. A su vez, prepara el material para lo que será un 4.º disco de estudio, proyectado entre 2009 y 2010.

## Cambios en la formación, 4.º disco y pausa
Durante 2009 Ayar Sava abandona Interama y no es reemplazado, quedando la formación como cuarteto. En ese mismo año la banda prepara su cuarto disco, con fuerte colaboración de todos los miembros en las composiciones, y la producción en colaboración con Leo Ghernetti. Visitan una vez más Santiago del Estero, y para principios de 2010 graban y mezclan todas las canciones para el cuarto disco.
A mediados de 2010 Interama entra en pausa por tiempo indeterminado. Sus miembros toman diferentes rumbos: Sebastián Salvador como solista y Sebastián Pinardi, Luciano Mazer y Franco Italiano compartiendo el proyecto Suami junto a otros músicos.
El 13 de enero de 2011 Interama (aún en pausa y sin planes futuros) lanza "Fin del círculo imperfecto", el cuarto disco, sólo disponible en línea en bandcamp.com, Taringa y otros sitios de música en línea.